# Lincoln (Reino Unido)
Lincoln (/ˈlɪŋkən/) es una ciudad, borough y distrito no-metropolitano de Inglaterra, Reino Unido, capital administrativa del condado de Lincolnshire. La población ronda los 89 000 habitantes, aunque unas 259 000 personas viven en el Greater Lincoln (que incluye el área metropolitana de la ciudad con sus poblaciones satélite).

## Historia

### El primitivo asentamiento celta

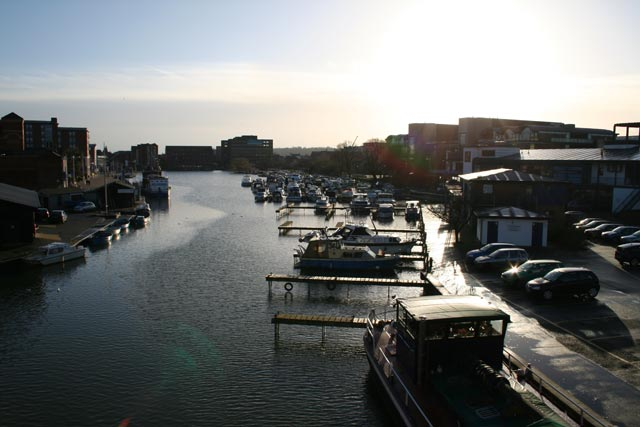
Brayford Pool, represamiento del río Witham, Lincoln

Los orígenes de Lincoln se remontan a un asentamiento en la Edad del Hierro (probablemente de la tribu celta de los corieltauvos) de cabañas circulares de madera, descubiertas en 1972 por arqueólogos que lo dataron en el siglo I a. C. El asentamiento fue construido junto a un profundo represamiento (el actual Brayford Pool) del río Witham, al pie de una gran colina sobre la que posteriormente los normandos construirían la catedral y el castillo de Lincoln.
El origen del nombre Lincoln probablemente viene de este periodo, ya que los celtas llamaron al asentamiento bien Lindu, Lindo o Lindun, (o posiblemente Lindon o Lindunon), un nombre que se cree podría describir al Brayford Pool (Lindu = 'lago oscuro') o posiblemente a un asentamiento anterior cerca de allí (Lindun = fortaleza sobre una colina junto a un lago). Sea cual sea el origen de su nombre primitivo, se sabe que posteriormente se latinizó durante el periodo en el que Roma dominó Britania. Así, pasó a conocerse como Lindum (o Lindum Coloniae). Otra vez el nombre sería modificado por los anglosajones, resultando en Lincoln, el moderno nombre de la ciudad.
Hoy en día es imposible saber cuál era la extensión del asentamiento original, ya que sus restos permanecen debajo de las ruinas romanas y medievales, así como de la moderna ciudad de Lincoln.

### La época romana:Lindum Coloniae

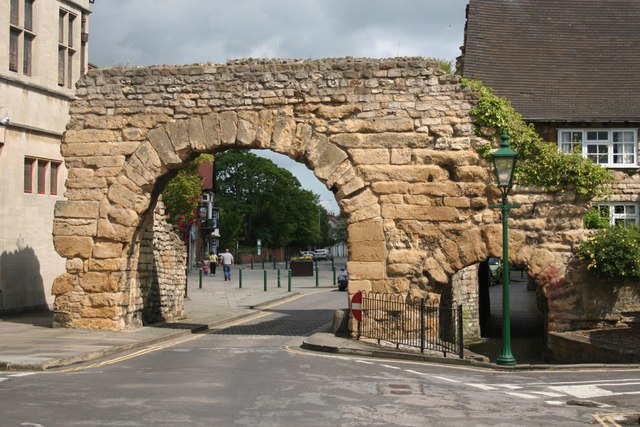
Newport Arch, la puerta norte de la muralla romana, único arco romano del Reino Unido bajo el cual aún circula el tráfico.

Los romanos conquistaron el Lincolnshire en el año 48 d. C. y poco después construyeron un campamento, posterior fortaleza, para sus legionarios en lo alto de una colina que dominaba el lago natural formado por el ensanchamiento del río Witham (el Brayford Pool).
La fortaleza se ubicaba en el extremo norte de la calzada romana conocida como Fosse Way, que unía Lincoln con Exeter a través de Leicester y Bath, empalmando con la Ermine Street que unía Londres con York.
Lincoln representaba una posición ideal siendo además, el centro de estas otras rutas:
- El Valle del río Trent (al oeste y suroeste) - un río importante que facilitaba el acceso al río Ouse, y por tanto, a la ciudad de York.
- El río Witham - una ruta marítima que daba acceso al río Trent (mediante el canal romano Fossdyke en Torksey) y al Mar del Norte por The Wash.
- El Lincolnshire Wolds - una zona de tierras altas al noreste de Lincoln, que tiene vistas al Lincolnshire Marsh a lo lejos.

Cuando la legión fue trasladada a York (Eboracum) en el año 71 d. C., la fortaleza de Lindum se convirtió en una nueva ciudad, una colonia en la cual se asentaron algunos veteranos del ejército romano. Se añadió oficialmente esta denominación de colonia a su nombre, resultando Lindum Colonia o Colonia Domitiana Lindensium en honor a su fundador,  el emperador Domiciano. Las murallas de la fortaleza se conservaron y guardaron la ciudad alta. Con el tiempo, se ampliaron colina abajo y acogieron también la ribera del Witham.
Pronto se convirtió en un próspero asentamiento, conectado con el mar (que entonces estaba más cerca) por canales y por los ríos Witham y Trent. Llegó a ser la capital de la provincia de Flavia Caesariensis cuando la antigua provincia de Britania se dividió en el siglo IV. Sin embargo la ciudad y sus canales fueron paulatinamente abandonados. El resultado fue que a finales del siglo V la ciudad estaba virtualmente desierta.

### La Edad Oscura:  410-1066

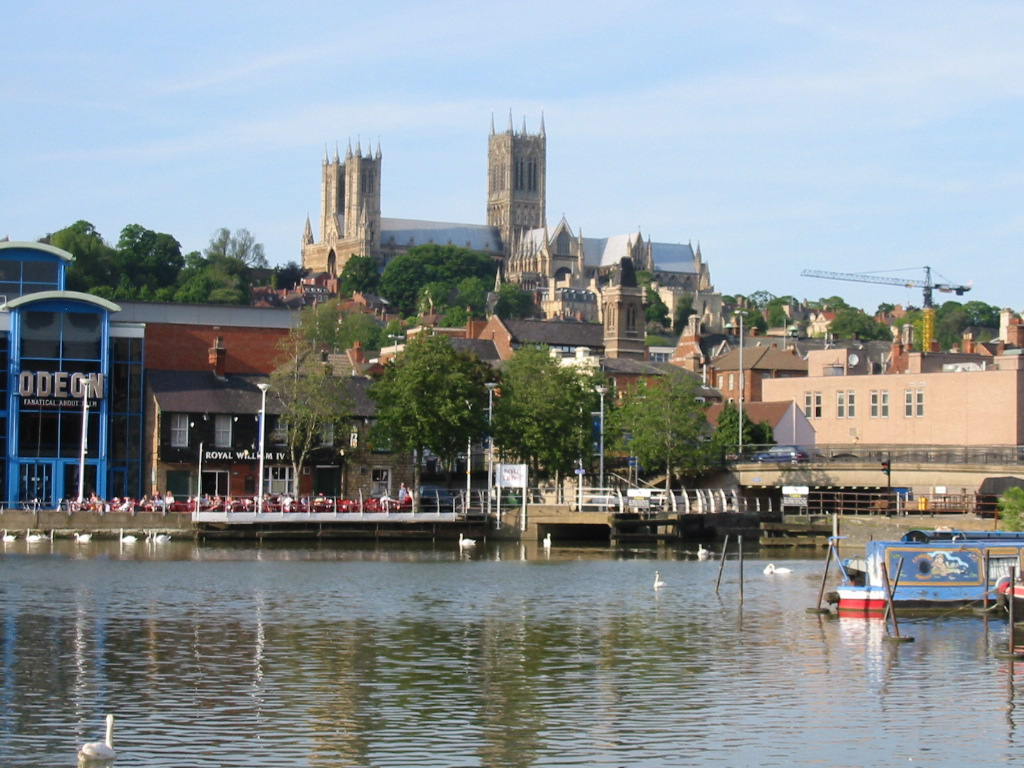
La catedral de Lincoln, en lo alto de la colina Steep Hill (colina empinada), vista desde las orillas del Brayford Pool

Después de las primeras incursiones destructivas de los vikingos la ciudad volvió a cobrar cierta importancia. En la época vikinga Lincoln era un centro comercial lo suficientemente importante como para acuñar moneda en ceca propia. Tras el establecimiento de la Danelaw o área inglesa bajo dominio vikingo (del inglés antiguo dena lagu o ley danesa), en el año 886, Lincoln se convirtió en uno de los Cinco Burgos de Mercia, junto a Derby, Leicester, Nottingham y Stamford. En 1068, dos años después de la conquista de Inglaterra por los normandos, Guillermo "el Conquistador" ordenó la construcción del castillo de Lincoln en el mismo lugar del antiguo campamento romano, por las mismas razones estratégicas y dado que las carreteras seguían siendo las mismas que en aquella época.

### La construcción de la catedral y el Obispado de Lincoln
La primera catedral de Lincoln, construida intramuros enfrente del castillo, tiene su origen en una pequeña iglesia edificada alrededor del año 653 y que estaba consagrada a la Virgen María, advocación que aún hoy conserva. Como catedral se comenzó a construir cuando la sede del obispado fue trasladada desde Dorchester, en el año 1072,  y se completó en el año 1092. Se reconstruyó parcialmente después de un incendio, pero volvió a sufrir daños tras un imprevisto terremoto en el año 1185 y hubo de volver a ser reedificada. La catedral, ampliada hacia el este en cada nueva reconstrucción, tenía unas dimensiones notables para la época, alcanzando la torre del crucero coronada por una aguja los 106 metros, la más alta de Europa.
Sobre el capitel de una de las columnas cercana al crucero existe una pequeña escultura de un duende o diablillo sentado con las piernas cruzadas. Es el Lincoln Imp (duende de Lincoln), un símbolo muy popular de la ciudad asociado a una leyenda del siglo XIV: dos duendes fueron enviados por el Diablo para causar molestias en la tierra. Llegaron a Lincoln y comenzaron a volcar sillas y mesas y a incomodar al obispo. Un ángel salió de un libro de himnos y les reprendió. Uno de los duendes se acobardó y se escondió bajo una mesa, pero el otro subió a una columna y le arrojó objetos al ángel. Entonces este le transformó en la figura de piedra que se puede ver hoy, dando una oportunidad a su compañero para que escapase y no hiciese más mal.
Los obispos de Lincoln se contaban entre los magnates de la Inglaterra medieval. La del Lincolnshire era la diócesis más grande del país, tenía más monasterios que el resto de Inglaterra junta y disfrutaba además de numerosas posesiones fuera del condado. Cuando se selló la Magna Carta en el año 1215 uno de los testigos que la firmaron fue Hugo de Wells, obispo de Lincoln. Actualmente, una copia de la Magna Carta se custodia en el castillo de Lincoln. Entre los obispos de Lincoln que cabe destacar figuran Robert Bloet, canciller y máximo magistrado de Guillermo el Conquistador y su hijo, Guillermo II de Inglaterra; Hugo de Avalon, fundador de la catedral y canonizado como San Hugo de Lincoln; Robert Grosseteste, intelectual del siglo XIII; Enrique Beaufort, político muy activo durante la Guerra de las Rosas; Philip Repyngdon, capellán de Enrique IV de Inglaterra y defensor de John Wyclif; y finalmente, Thomas Wolsey, primer ministro de Enrique VIII de Inglaterra.
El centro administrativo era el Palacio Episcopal, tercer elemento junto al castillo y la catedral del complejo central de la ciudad. Cuando se construyó en el siglo XII el Palacio Episcopal era uno de los edificios principales del país. Su artífice fue el obispo canonizado San Hugo de Lincoln. El vestíbulo este (East Hall), sobre una pasaje abovedado, es el ejemplo más antiguo de vestíbulo doméstico cubierto de toda Gran Bretaña. La capilla y la torre de entrada fueron construidas por el obispo Guillermo de Alnwick, que modernizó el palacio en los años 30 del siglo XV. Los reyes Enrique VIII de Inglaterra y Jaime I de Inglaterra fueron huéspedes de los obispos de Lincoln. El palacio fue saqueado durante la Revolución Inglesa en 1648.

### La ciudad medieval
Hacia 1150 Lincoln era una de las ciudades más ricas de Gran Bretaña. La economía se basaba en los textiles y la lana, que se exportaba a Flandes. Los tejedores de Lincoln establecieron un gremio en 1130 para producir los Lincoln Cloth (tejidos de Lincoln), especialmente aquellos ricamente teñidos en rojo escarlata y verde. La reputación de estos tejidos y de las prendas con ellos elaboradas era grande en la época. La indumentaria de Robin Hood y sus hombres se conoce como Lincoln Green, por ser prendas confeccionadas con la variedad verde de la tela. En la sede del gremio (|Guildhall), construida sobre el Stonebow, una de las puertas de acceso al casco antiguo, se conservan en la Sala del Consejo (Council Chamber) la colección de insignias civiles de Lincoln, la mejor colección de elementos ceremoniales no religiosos fuera de Londres. Algunas de sus piezas son la espada que Ricardo II de Inglaterra donó a la ciudad o un cuenco de cerámica procedente de Valencia, España.

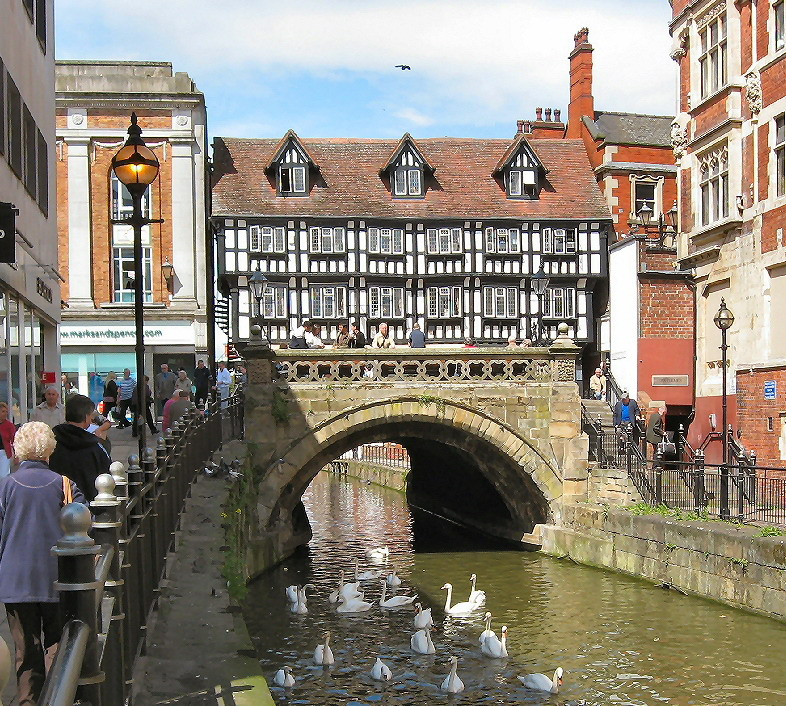
Casas con estructura de madera sobre el High Bridge, entre el Brayford Pool y el área de Waterside

Fuera del recinto de la catedral y el castillo, el viejo barrio que hoy constituye el casco antiguo se arracimaba por el área de Bailgate y a lo largo de la empinada Steep Hill hasta el High Bridge, el puente sobre el río Witham cercano al Brayford Pool, sobre el cual aún se asientan casas con estructura de madera procedentes de aquella época. Sus pisos superiores están construidos en un voladizo sobre el río, de la misma forma que en su día se podía ver en el Puente de Londres. Perduran tres iglesias medievales: St. Mary le Wigfor (advocación Virgen María) y St. Peter at Gowts (advocación San Pedro), ambas del siglo XI, y St. Mary Magdalene, de finales del siglo XII, cuya advocación de Santa María Magdalena es poco común en Inglaterra aunque su culto se estaba extendiendo en el continente durante esa época.

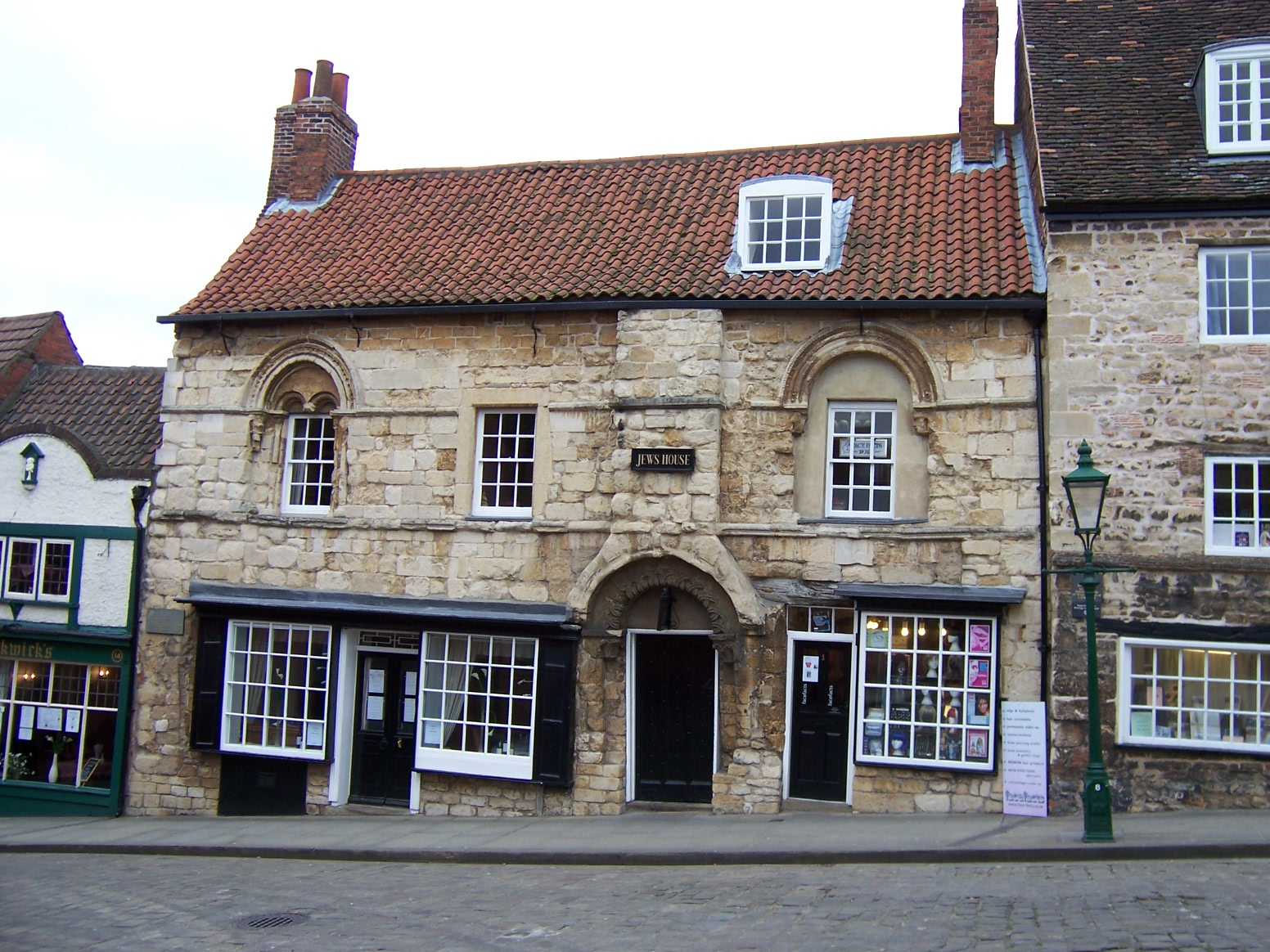
"Jew's House", una de las construcciones civiles más antiguas de Inglaterra que se conservan

En Lincoln existía una de las cinco juderías más importantes de Inglaterra, bastante numerosa ya antes de que fuese oficialmente reconocida en 1154. En 1190 los disturbios antisemitas que se originaron en Lynn, Norfolk, se extendieron a Lincoln. La comunidad judía pidió protección a los jefes militares del rey, pero sus posesiones fueron saqueadas. La llamada House of Aaron (Casa de Aarón) presenta una fachada de dos pisos que en su mayor parte data del siglo XII. Cerca de allí, la Jew's House (Casa del judío) queda también como testimonio de la comunidad judía del Lincoln medieval. En 1255 tuvo lugar el asunto conocido como "The Libel of Lincoln" (la calumnia de Lincoln). En él notables judíos de Lincoln fueron acusados del asesinato ritual de un niño cristiano (conocido como San Huguito de Lincoln en el folklore popular inglés) y sufrieron prisión en la Torre de Londres, donde 18 de ellos serían posteriormente ejecutados. En 1290 los judíos fueron expulsados de Lincoln.
A lo largo del siglo XIV la prosperidad de la ciudad volvió a decaer. Los barrios colina abajo eran propensos a sufrir inundaciones, quedando a menudo aislados, y plagas como la Peste Negra eran comunes. En 1409 la ciudad se constituyó como cabeza de condado.

### ElsigloXVI
La disolución de los monasterios ordenada por Enrique VIII de Inglaterra agudizó los problemas de Lincoln, ya que suprimió la principal fuente de ingresos de la diócesis y supuso la congelación de la red de patronazgos controlados por el obispo. Hasta siete monasterios de la ciudad fueron clausurados en aquella época. Además, se cerraron también algunas abadías cercanas que tenían representación parlamentaria, lo que llevó a una disminución del poder político de la región. La gran aguja de la catedral se derrumbó en 1549 y no fue reemplazada, lo cual se interpretó como un significativo símbolo del declive económico y político de Lincoln. Sin embargo, la pobreza comparativa de la época postmedieval de Lincoln favoreció la preservación de los edificios y las infraestructuras medievales, que seguramente hubieran sido reemplazados en un contexto de mayor prosperidad.

### La Guerra Civil Inglesa y elsigloXVII
Entre 1642 y 1651, durante la Guerra Civil Inglesa, Lincoln se encontraba en la frontera entre los territorios dominados por las fuerzas leales al rey (lealístas) y los parlamentaristas de Cromwell. El control de la ciudad cambió de manos sucesivamente numerosas veces. Muchos de los edificios de Lincoln resultaron seriamente dañados durante la contienda.
Lincoln no tenía una industria importante, el acceso al mar ya no era tan sencillo y su situación geográfica ya no era estratégica, quedando apartada de las principales rutas comerciales y de los centros de producción. Así, mientras el resto del país comenzaba a florecer una época de esplendor que desembocaría en la Revolución industrial, Lincoln se estancó en la miseria. Los viajeros de comienzos del siglo XVIII describían el ruinoso estado de Lincoln, que se había convertido en una "ciudad de una sola calle".

### La época georgiana
Durante la época Georgiana (1714-1830) Lincoln volvió a recuperar parte de su prosperidad, gracias a la revolución agrícola. La reapertura del canal que la unía al mar, el Foss Dyke permitió que el carbón y otras materias primas vitales para el desarrollo industrial llegaran fácilmente a la ciudad.

### La época victoriana
Gracias a la llegada del ferrocarril, Lincoln volvió a florecer durante la Revolución Industrial. Surgieron en ella numerosas compañías que alcanzarían fama mundial, como los constructores de motores Ruston, Smith-Clayton, Proctor y William Foster & Co. Ltd. Lincoln se especializó en maquinaria pesada y bienes de equipo, construía locomotoras motor diésel, excavadoras a vapor, maquinaria para obras públicas, etc.

### ElsigloXX
Lincoln fue castigada con una epidemia de tifus entre noviembre de 1904 y agosto de 1905, provocada por la contaminación de las aguas del lago Hartsholme y del río Witham. Más de 1000 personas contrajeron la enfermedad y los fallecidos fueron 113. Para evitar este tipo de situaciones en el futuro se construyó el depósito de aguas de Westgate, embutido dentro de una torre de aspecto medieval.
La actividad industrial de la ciudad seguía siendo próspera, aprovechándose del mayor número de obreros disponibles gracias a la expansión demográfica. Durante ambas guerras mundiales la industria de la ciudad se consagró de forma natural a la producción de guerra. Los primeros tanques de la Historia se inventaron, diseñaron y construyeron en Lincoln por la William Foster & Co. Ltd durante la Primera Guerra Mundial. Recibieron el nombre de tanques porque a los obreros de Lincoln les hicieron creer que estaban construyendo depósitos de agua móviles para las tropas que luchaban en Mesopotamia. Los tanques fueron probados en el área de la actual Tritton Road. Durante la Segunda Guerra Mundial Lincoln contribuía al esfuerzo de guerra con una amplia gama de productos, desde tanques hasta aviones de guerra, pasando por municiones o vehículos militares. En la zona de Lincoln se encontraban algunas de las bases de la Royal Air Force (RAF) más importantes del país, como las de Waddington o Scampton, desde las que escuadrones de cazas despegaban para hostigar el territorio alemán.
Tras la guerra continuó la producción industrial de maquinaria pesada. Ruston & Hornsby (R & H) construía motores diésel para locomotoras y barcos. Por una alianza con Frank Whittle y Power Jets Ltd, a comienzos de la década de los 50, R & H (que se transformó en RGT) inauguró la primera cadena de montaje del mundo para construir turbinas de gas para la producción de energía en tierra y mar. Tremendamente exitosa, RGT se convirtió en el mayor empleador de la ciudad proporcionando más de 5000 puestos de trabajo en su fábrica y sus centros de investigación. RGT era muy apetecible para su adquisición por algún conglomerado industrial, lo que finalmente ocurrió cuando fue adquirida por GEC a finales de los años 60. La producción de motores diésel se transfirió a una división de GEC que posteriormente se fusionaría con la francesa Alstom a finales de los 80. En 2003 fue adquirida por la alemana Siemens AG. En la actualidad, la fábrica de Lincoln continúa su producción bajo el grafo de Siemens Industrial Turbomachinery.
Por otra parte, durante la postguerra se construyeron nuevos suburbios donde encontraron acomodo los trabajadores de esta próspera industria. Sin embargo, el declive industrial de finales del siglo XX afectó a Lincoln tanto como al resto de la Gran Bretaña de Margaret Thatcher, generando problemas como el desempleo. Aun así, la construcción de turbinas aún emplea en Lincoln a más gente que cualquier otra actividad.

## Economía
La economía de Lincoln se basa fundamentalmente en la administración pública, el comercio, la agricultura, la industria y el turismo.

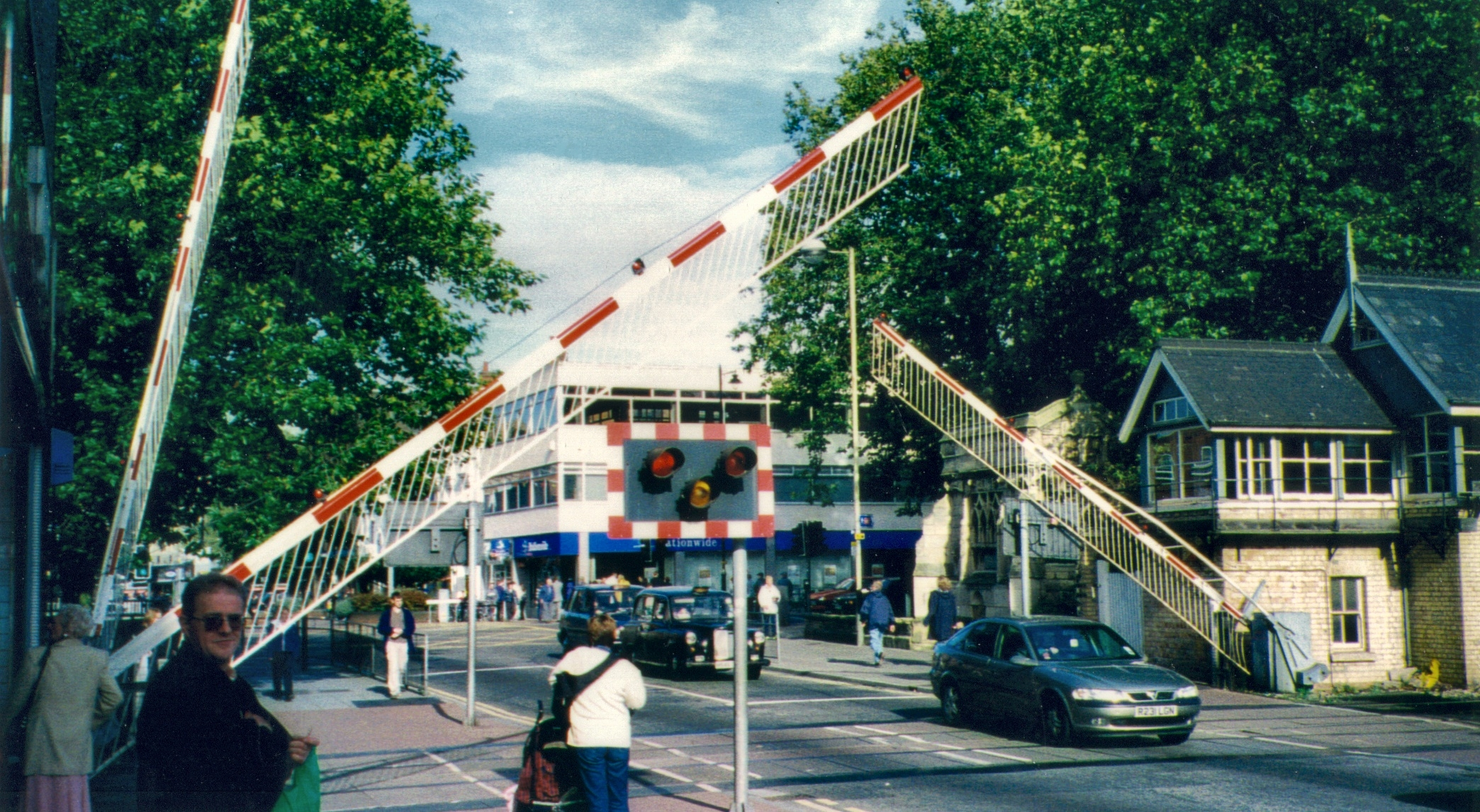
Paso a nivel de ferrocarril en la High Street

El incremento del tráfico ferroviario en la línea principal de la costa este inglesa, tras su electrificación a finales de la década de los 80, provocó que la mayoría de los trenes de mercancías que hacen el recorrido entre Doncaster y Peterborough se hayan desviado a través de Lincoln. Esto, unido al tráfico de mercancías entre las Midlands y los puertos y refinerías del área de Grimsby y de Immingham, así como el de pasajeros en diversos servicios locales, hacen que el paso a nivel que cruza la principal calle de Lincoln ("High Street") permanezca cerrado la mitad de cada hora. A pesar de este intenso tráfico ferroviario, los servicios diarios de pasajeros entre Lincoln y la estación de King’s Cross en Londres han sido intermitentes en los últimos años. La cámara de comercio de Lincoln y su Miembro del Parlamento han sugerido que estas situaciones deben solucionarse mediante mayores inversiones que además generen empleo.

## Turismo

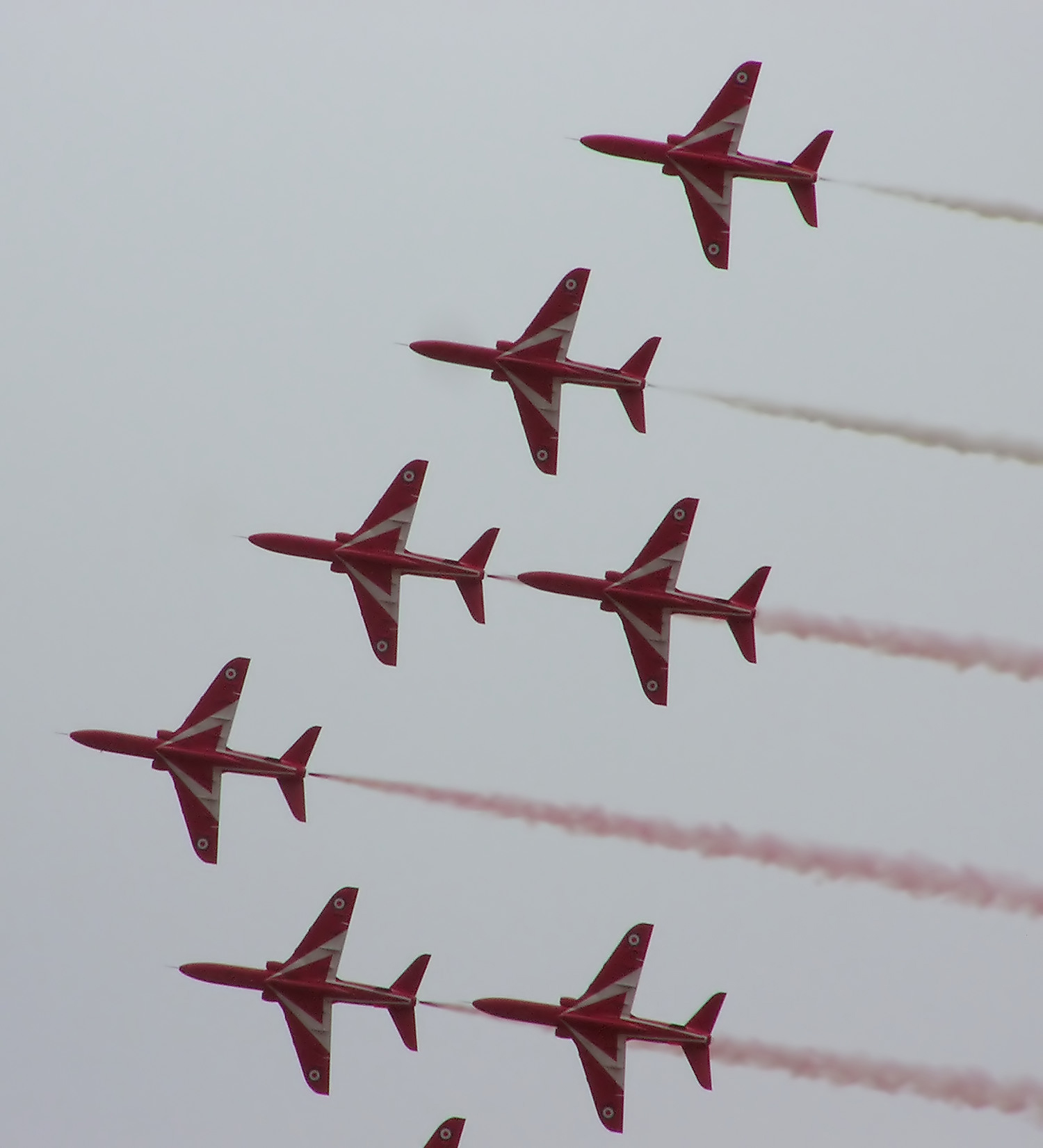
Los Red Arrows de la RAF en formación

La ciudad es un gran centro de turismo, a pesar de que generalmente no se encuentra saturada de turistas. Estos vienen a contemplar sus famosos edificios, entre los que destaca la catedral y el Castillo de Lincoln. La Usher Gallery es el principal centro de arte de la ciudad, así como es interesante también la visita al museo etnográfico, el Museum of Lincolnshire Life. Se pueden encontrar lugares tranquilos donde pasear o disfrutar un pícnic, como la Reserva Natural de Whisby o los parques Hartsholme Park o Boultham Park. Además, en los cercanos aeródromos de la RAF de Waddington y de Scampton, base del escuadrón acrobático Red Arrows, se puede disfrutar de espectáculos aéreos, como por ejemplo el vuelo de aviones militares de época. A lo largo del año tienen lugar eventos en el recinto ferial, el County Showground. El circuito de carreras de Cadwell Park se encuentra en la cercana localidad de Louth.

## Educación
Lincoln cuenta con dos instituciones de educación superior. La más antigua de ellas es el Colegio Universitario Obispo Grosseteste (Bishop Grosseteste University College), que inició su andadura como centro de formación para profesores. Durante la última década del siglo XX amplió sus estudios a diversas áreas, especializándose en el arte y la interpretación.
Sin embargo, el más importante es la Universidad de Lincoln (University of Lincoln). Fundada como University of Lincolnshire and Humberside cuando la Universidad del Humbershire inauguró un campus en Lincoln a orillas del Brayford Pool ha atraído estos años a numerosos jóvenes a la ciudad, renovando su atmósfera. Los centros ya existentes Lincoln Art College, especializado en bellas artes, y Riseholme Agricultural College, especializado en agricultura y que había formado parte de la Universidad De Monfort de Leicester, fueron absorbidos por la institución en 2001, de modo que el campus de Lincoln superó en importancia al de Kingston-upon-Hull y en 2002 se decidió el cambio de nombre. En el curso académico 2005/2006,  8292 alumnos estudiaban alguna carrera universitaria en Lincoln.
Los cursos de educación postuniversitaria los imparte el Lincoln College, que es la mayor institución educativa del Lincolnshire con unos 18 500 estudiantes, de los cuales 2300 lo son a tiempo completo.

## Medios de comunicación
Entre los medios de carácter local destacan el diario Lincolnshire Echo y las emisoras Radio Lincolnshire (94.9 FM), de la BBC, y su competidora Lincs FM (102.2 FM).

## Deportes
El principal club de fútbol de la ciudad es el Lincoln City F.C., apodado "The Imps" (los duendes) por la figurilla de la catedral. Su estadio es el Sincil Bank, en el sur de la ciudad. Tras la bancarrota de su anterior propietario, ITV Digital, el club fue salvado de la desaparición por una colecta entre los aficionados, que se hicieron así con su propiedad y de esta forma permanece. Otros equipos de Lincoln son el Lincoln United F.C. y el Lincoln Moorlands F.C..
La ciudad cuenta con numerosos centros deportivos públicos, donde se pueden practicar desde la natación o el atletismo hasta el bádminton, la gimnasia o el baloncesto. Algunos de los más importantes son el complejo del Yarborough Sports Centre en el norte o el North Hykeham Sports Centre en los suburbios del sur.

## Ciudades hermanadas
- Port Lincoln, Australia
- Tangshan, China
- Neustadt an der Weinstrasse, Alemania
- Radomsko, Polonia
- Narón, España